# Ceanothus griseus
Ceanothus griseus är en brakvedsväxtart som först beskrevs av William Trelease, och fick sitt nu gällande namn av Mcminn. Ceanothus griseus ingår i släktet Ceanothus och familjen brakvedsväxter. Inga underarter finns listade i Catalogue of Life.

## Bildgalleri

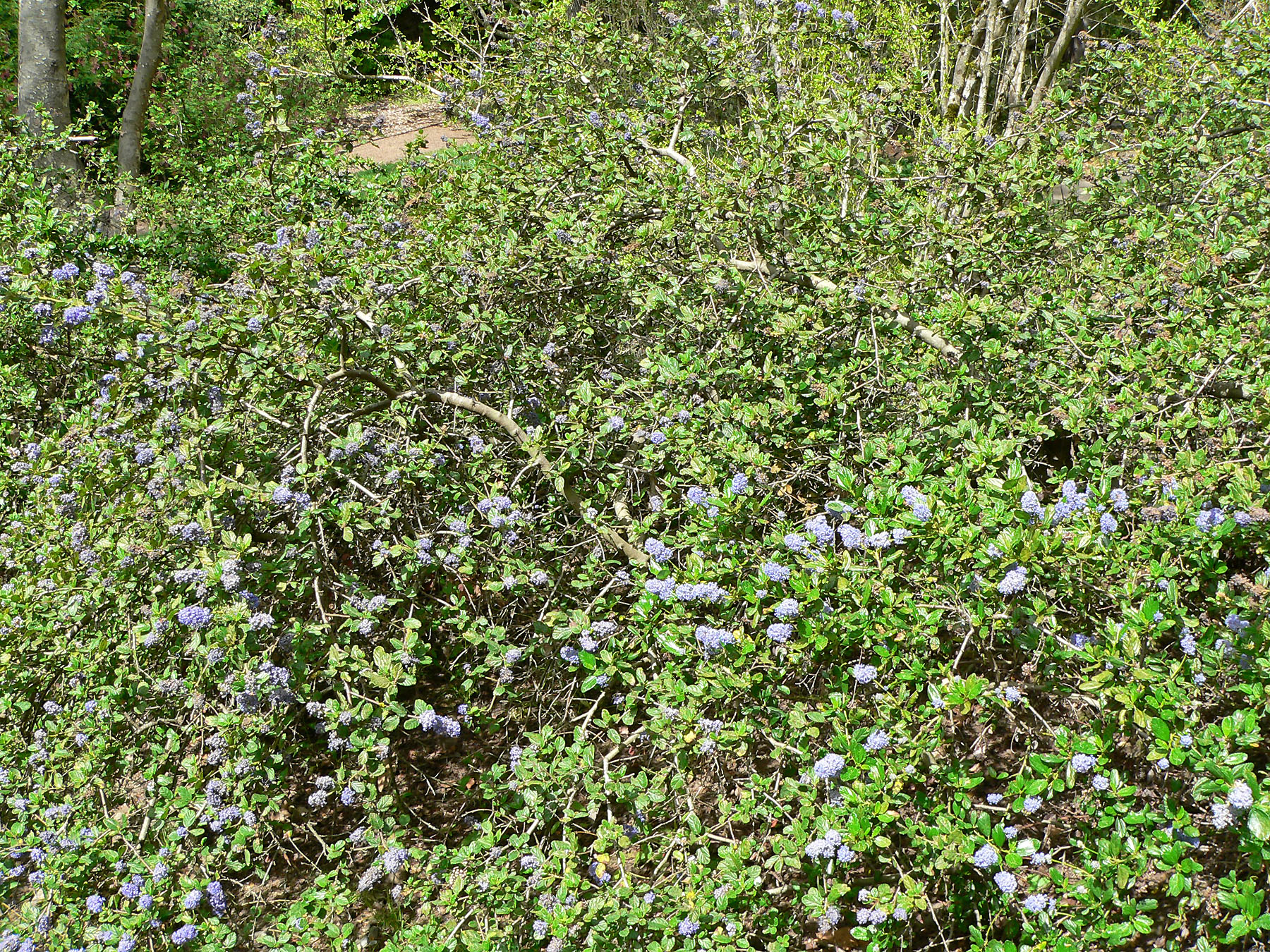
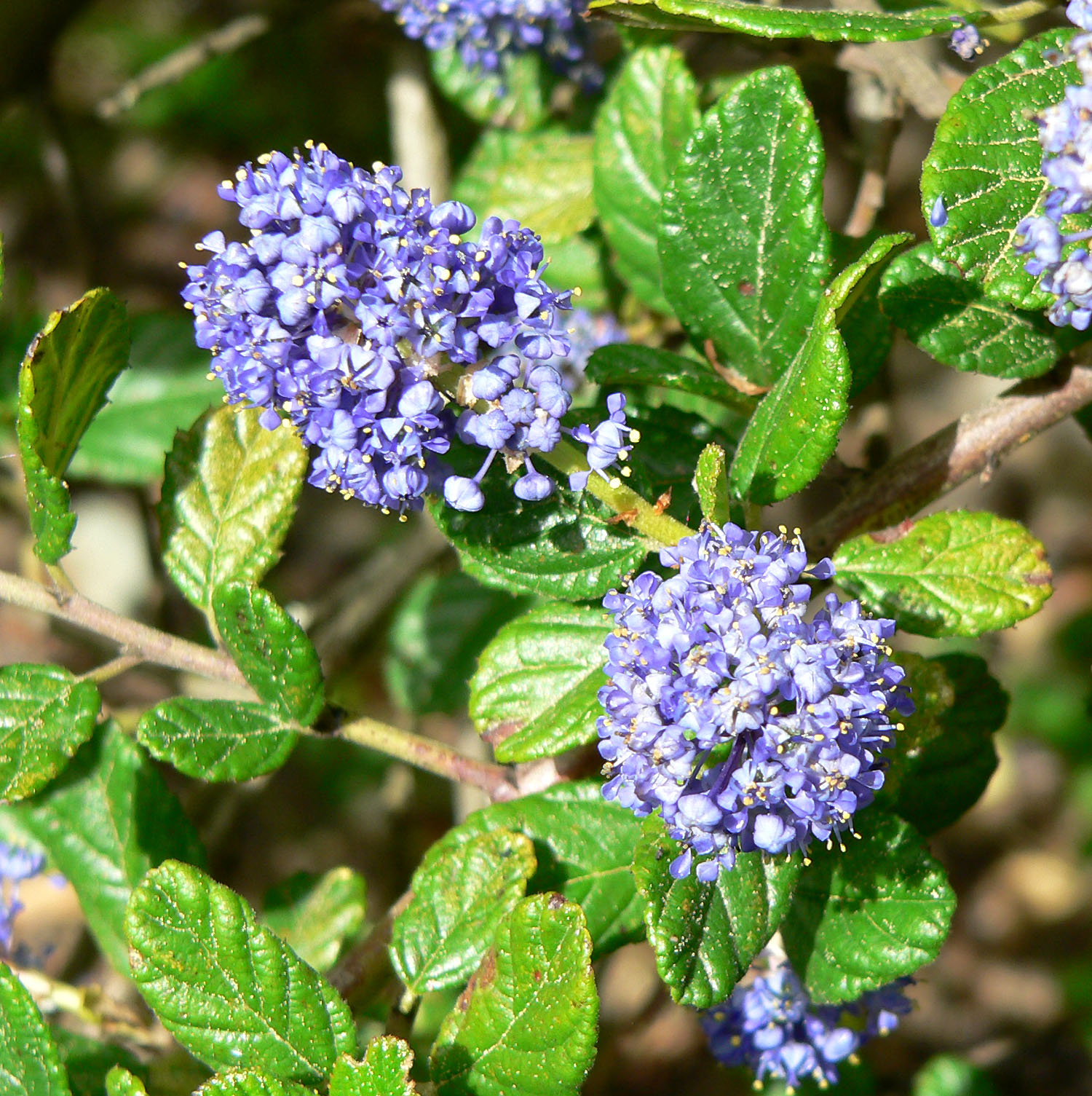
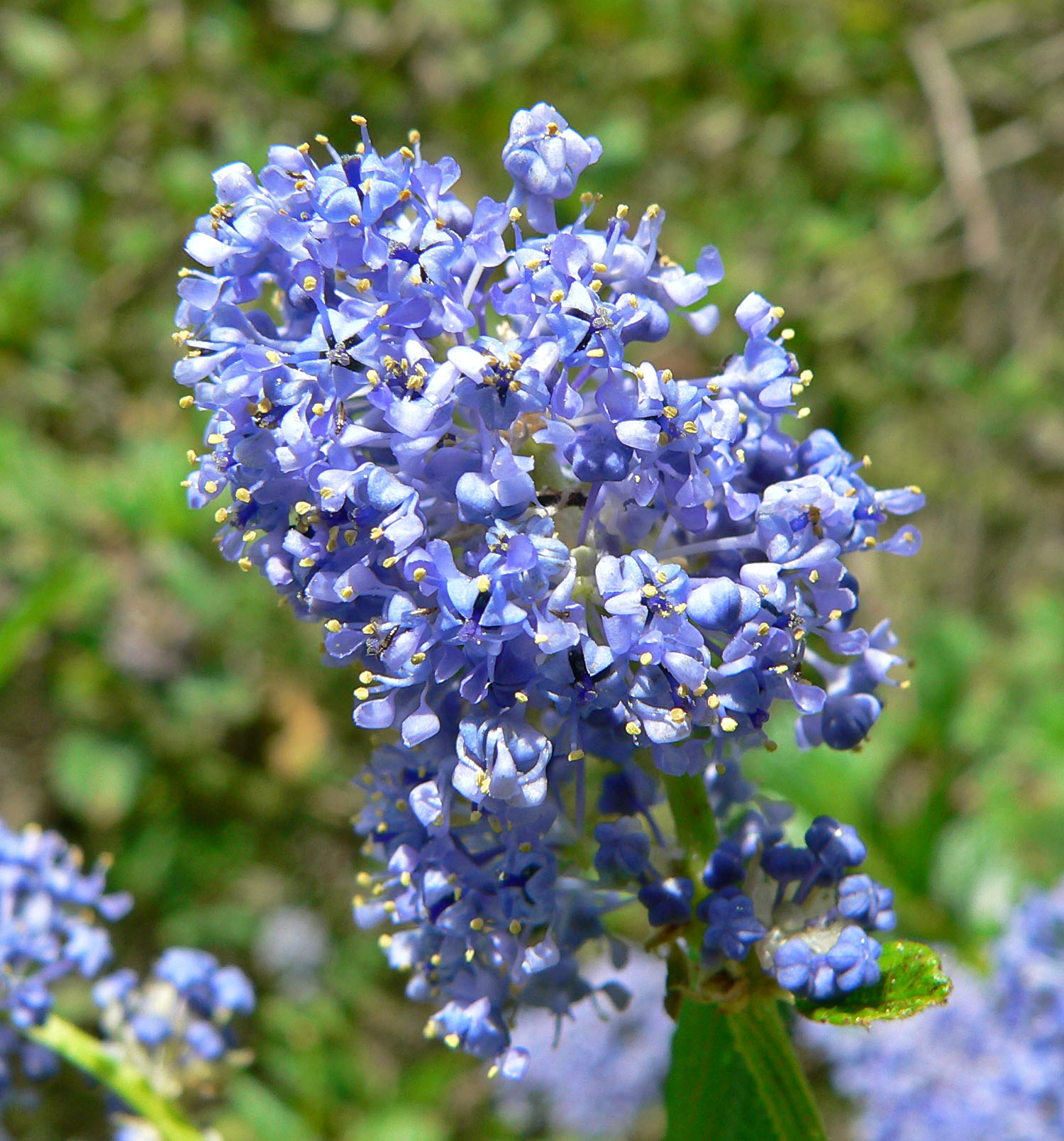
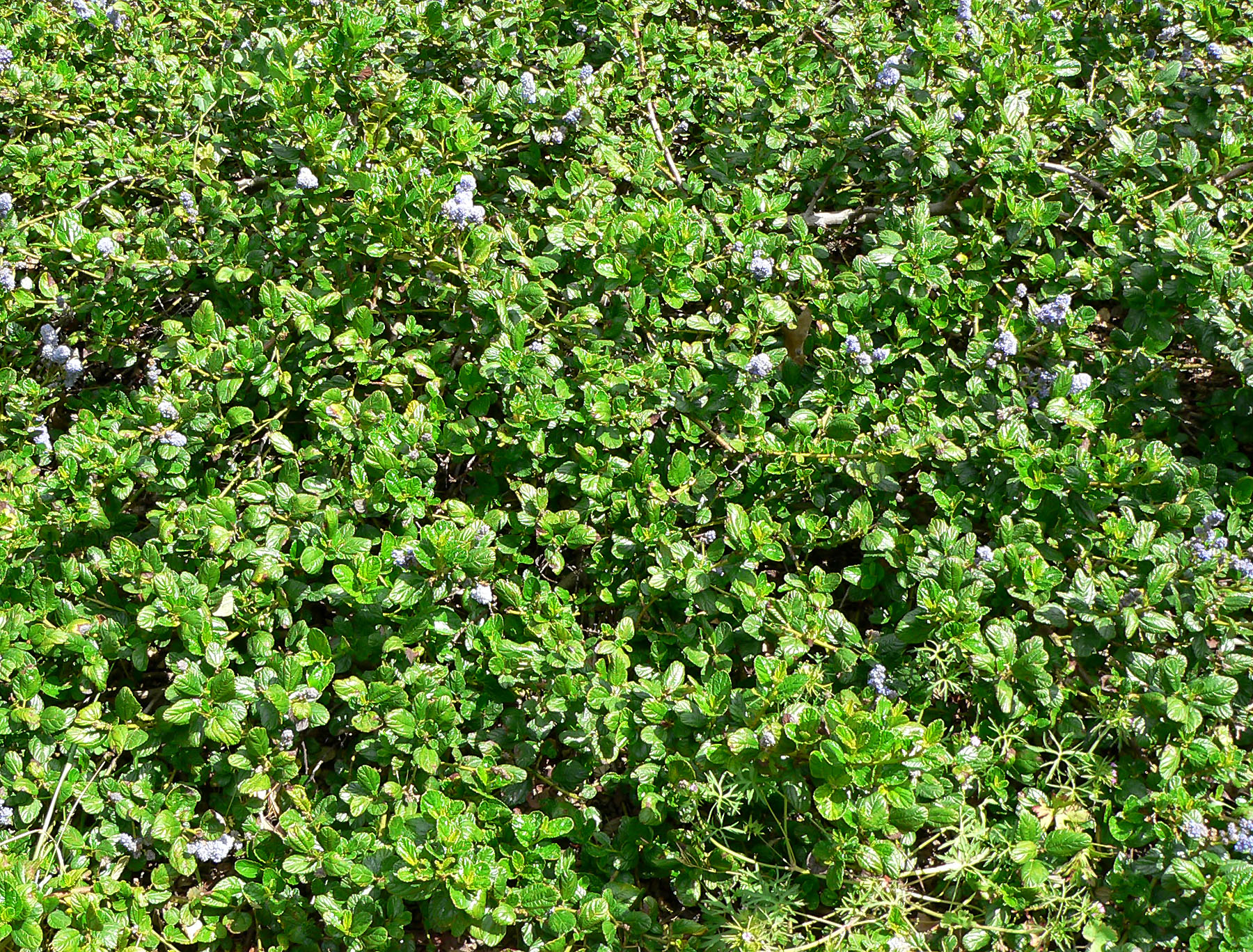
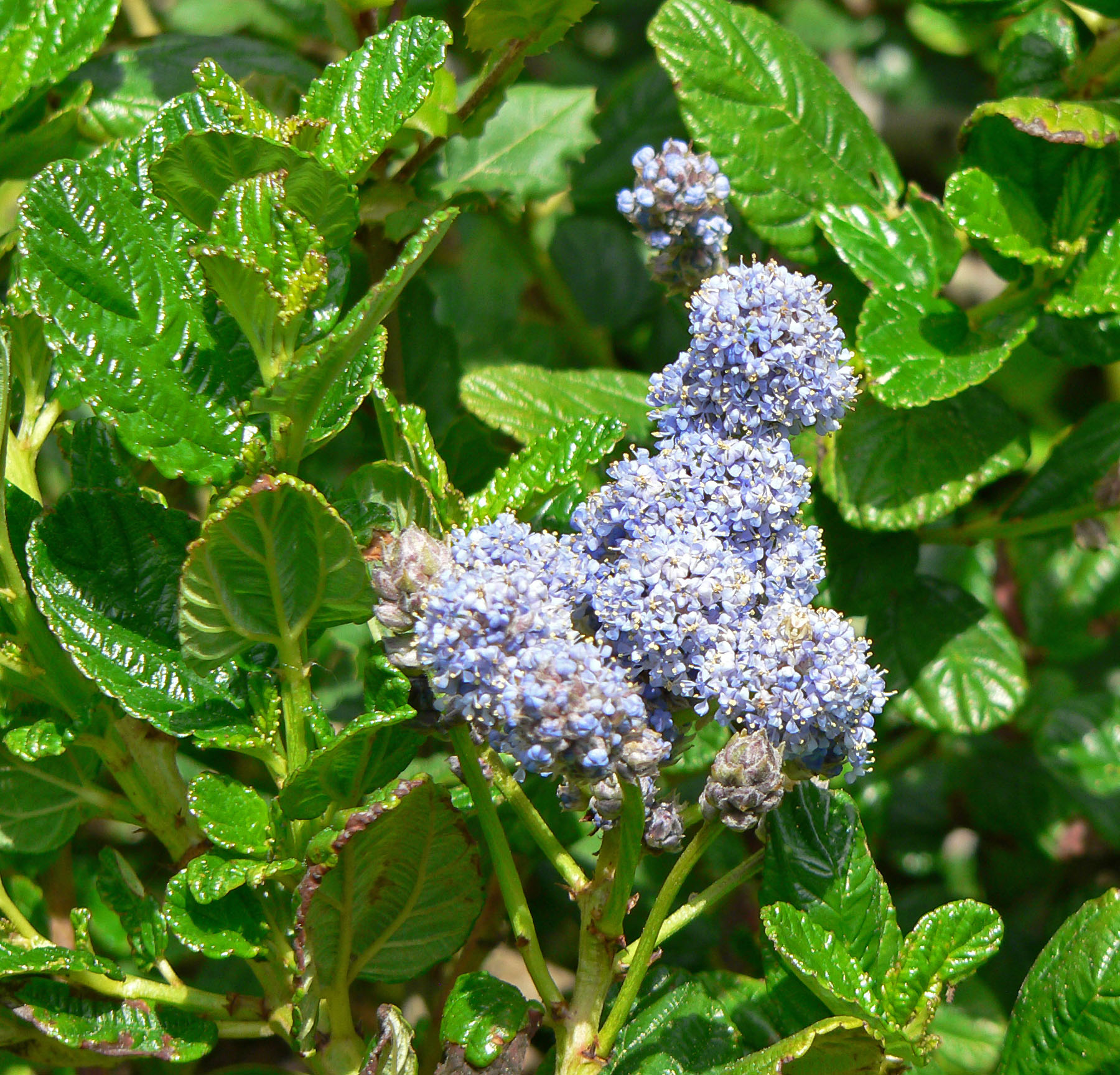
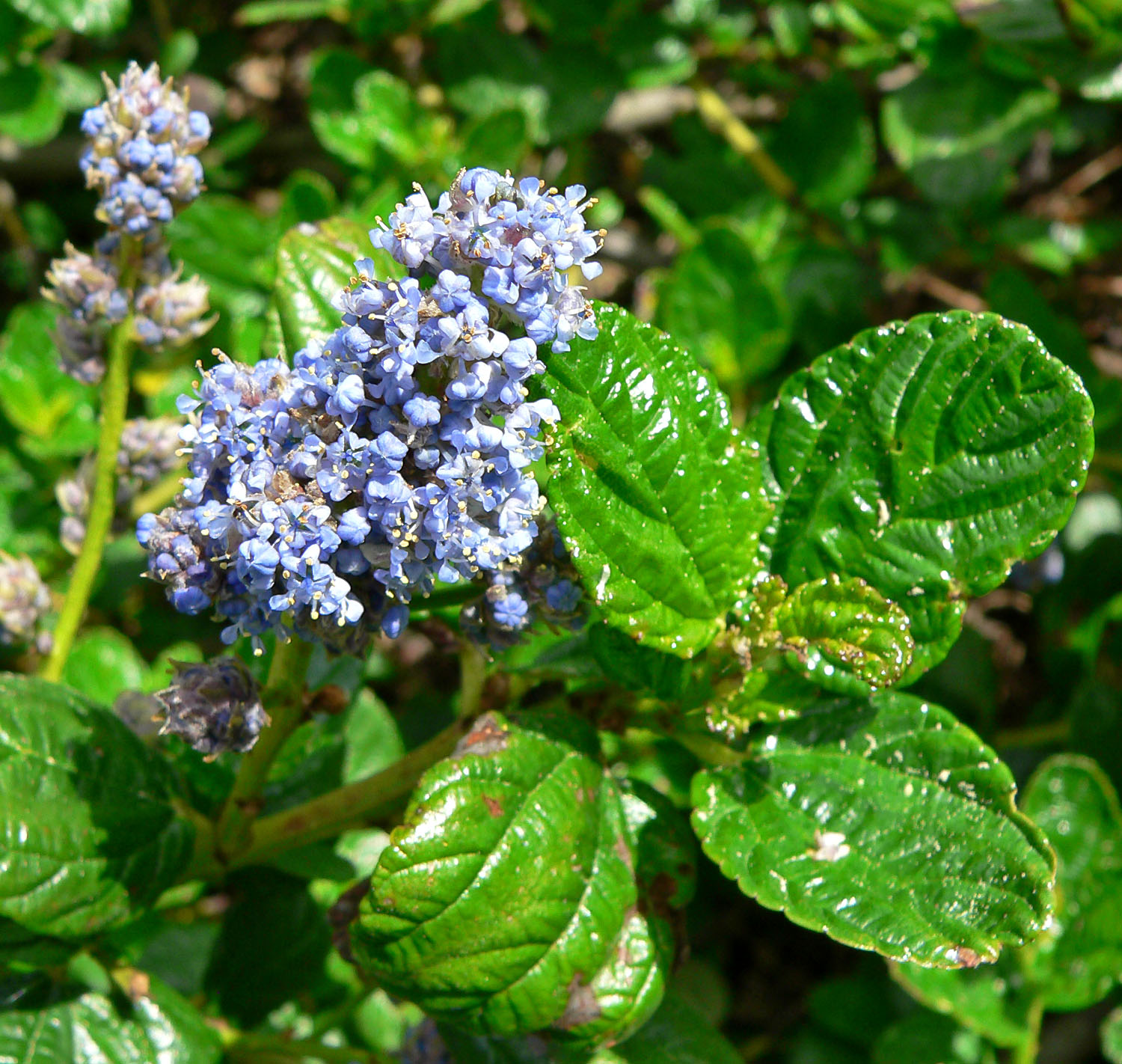